# Georges Addor (notaire)
Pour les articles homonymes, voir Georges Addor et Addor.
Georges Addor, né le 28 janvier 1860 à Sainte-Croix et mort le 16 juin 1938 à Lausanne, est un notaire et personnalité politique vaudoise, membre du Parti radical.

## Biographie
Georges Addor fait des études à l'École industrielle de Genève et obtient un brevet de notaire à l'Université de Lausanne en 1884. Il travaille dans son étude de Sainte-Croix de 1888 à 1900 puis devient tour à tour officier d'État civil, préfet substitut et assesseur de la Justice de paix.
Il entame ensuite une carrière politique en tant que syndic de Sainte-Croix (1897-1900), élu député au Grand Conseil vaudois, puis est nommé chancelier de l'État de Vaud. Georges Addor réorganise la table des matières du Bulletin du Grand Conseil vaudois et publie un répertoire alphabétique des délibérations de celui-ci entre 1803 et 1861. 
Administrateur du Crédit foncier vaudois (1903-1905) ainsi que de nombreuses autres sociétés, Georges Addor fait partie de la Société Helvétia et est fait Chevalier de la Légion d'honneur (1937). 